# 神经编码
神经编码（英語：neural coding）是一个和神经科学相关的领域，研究外界刺激与特定的神经元或者神经元组合之间的电生理学关系，以及这些神经元组合电活动之间的关系。 感觉信息与其它信息，都是由脑中的生物神经网络来承载与呈现，基于这个理论，人们认为神经元既可以编码数字信号，也可以编码模拟信号。

## 概述
神经元是一种特别的细胞，能够迅速地远程传播信号。它们通过一种称为动作电位的特殊电脉冲来传递信息，通过神经纤维来传播电峰。感觉神经元通过时间特征不同的激发模式，来代表不同的外界感觉刺激，例如光、声音、味觉、嗅觉与触觉信号。人们知道刺激信息由动作电位的模式编码，传递入脑进行处理。 
虽然动作电位的时长、电位差与波形都各有不同，但是在神经编码的研究中，它们都被当做同样的一种事件来处理。如果忽略掉动作电位中的短时间过程（大约1ms），动作电位序列可以被简单地看作一系列“全或无”的时间点组合。 两个电位峰之间的峰间期（interspike intervals）的长度常常会随机变化。 神经编码的研究，包括了测量与描述外界刺激，如光信号和声信号，或者像是手臂运动的动作感觉，如何通过神经元的动作电位或电峰来表示。人们广泛使用统计模型、概率论方法和统计点过程来描述和分析神经元的活动。
随着大尺度神经记录与解码方法的发展，研究人员开始能够破解神经编码，已经可以对于海马体中记忆的存储与唤起过程的即时编码有一个初步的了解。 神经科学家们已经开始进行许多大尺度脑神经解码的项目。

## 编码与解码
刺激与反应之间的关系，可以从两个方向来研究。神经编码试图建立从刺激到反应的映射，着眼于理解神经元如何对不同的刺激作出反应，建立模型来预测神经元对特定刺激的反应。而神经解码研究的是相反方向的映射，从已知的反应来推算外界刺激，试图从被激发的动作电位序列来重建外界刺激或者刺激的某些特征。

## 编码方案
动作电位，也就是电峰序列，包含的信息可能来自不同的编码方案。例如受神经驱动的肌肉的收缩力量，就单纯取决于动作神经元的“发放频率”，也就是单位时间内的平均电峰数量，称为频率编码。与之相反，复杂的“时间编码”则是基于单个电峰的确切出现时间，它们可能会与外界刺激绑定，例如视觉系统  与听觉系统，或者自激发的神经回路的情况都是如此。
神经元使用的是频率编码还是时间编码，在神经科学界仍然是一个持续争议的话题，甚至这两个名称都没有得到清晰的界定。在称为神经电动力学（neuroelectrodynamics）的理论中，这些编码方案都是一些衍生的现象，实质是动作电位的电磁波谱造成的神经元电场空间分布，所引起的分子变化，这些信息表现为电峰指向性。

### 频率编码
神经发放的频率编码（Rate Coding）模型认为，随着刺激强度的增加，动作电位的频率也会相应增加。
频率编码是一种传统的编码方案，认为大部分（如果不是全部的话）的刺激信息都是包含在神经元的发放频率中。因为同样刺激所导致的动作电位序列每一次都有所不同，人们通常会用统计或概率的方式来处理神经元的反应。它们会被记为发放频率而不是作为特别的电峰序列来看待。在大部分的感觉系统中，发放频率随着刺激强度非线性地增加。 所有可能隐含在电峰序列时间结构中的信息都被忽略掉了。因此，频率编码的效率很低，但是抗噪音干扰的能力很强。
在频率编码中，精确地计算发放频率非常重要。事实上，“发放频率”这个词也有多种不同的定义，对应不同的求平均过程，例如对时间平均与对多次实测求平均。在频率编码中，学习过程是基于突触激活对于权重的修改。
频率编码最初由埃德加·阿德里安和内夫·左特曼于1926年提出。 他们进行了一个简单的实验，用不同重量的物体悬挂于一条肌肉，当重量刺激增强时，他们记录到肌肉中的感觉神经元的发放频率也增加了。从这些最初的实验中，阿德里安和左特曼得出结论，动作电位是单一编码的事件，电峰的频率而不是强度，才是神经之间传递信息的基础。
在其后的数十年间，发放频率的测量成为了描述所有感觉器官或者大脑皮质神经元的一个标准程序，部分是因为测量发放频率相对容易。然而，这个理论忽视了电峰发放的确切时间中可能隐藏的信息。近年来，越来越多的实验证明，单纯基于平均发放频率的编码理论，对于描述脑活动来说过于简化了。

#### 神经发放率
神经发放率（Spike-count rate）作为一种时间平均，是由一个过程中神经发放的电峰数量除以过程的时间长度得到的。这个时间长度T是由实验人员设定，取决于所记录的神经元与刺激的种类。在实际操作中，为了得到有用的数据，在时间窗口中需要有一定数量的电峰，通常的时间长度是 T = 100 ms 或 T = 500 ms，时长也可能更长或更短。 
神经发放率只需要一次过程就可以测得，但是代价是牺牲了对于过程中神经发放率时间变化的所有观测精度。当刺激强度恒定或者缓慢变化，不需要生物作出迅速回应的情况下，时间平均有很好的效果。这也是在实验中通常遇到的情况。然而在真实世界中的刺激很少是恒定的，而是常常在时间上有快速变化。例如，即使是当人注视一张静止画面的时候，也会发生眼跳动，视线方向会发生快速的变化，从而使得视网膜上感光细胞的输入每数百毫秒就会发生变化。 
虽然有这些不足，但是神经发放率的概念仍然得到了广泛使用，不仅仅是在神经生物实验中，也在神经网络的模型中。神经元将单一的刺激强度信息变量转化为单一的连续发放率变量的思想，也是由此产生。
越来越多的证据表明，至少在浦肯野细胞中，信息不仅仅是使用发放频率来编码，也会使用无发放的静息期的时刻与时间长度来编码。

#### 时间相关发放率
时间相关发放率的定义为：在一个短时间间隔t到t+Δt内的平均发放频率，除以这个时间长度Δt。它对于平稳的刺激和变化的刺激都适用。在实际测量时间相关发放率的操作中，实验人员会记录下某种刺激序列输入时神经元的反应，并多次重复输入同样的刺激序列。这种情况下神经元的反应被称为刺激后时间直方图（PSTH）。时间t从刺激序列开始时记录，Δt必须足够长以便其中有足够多的电峰可以对其平均数量进行有效的估算，通常为一个到数个毫秒。每一次实验中的电峰数之和 nK(t;t+Δt) 除以实验的次数，就是在这段时间 t 到 t+Δt 之间的平均电峰数。然后再将这个结果除以时间长度 Δt ，就得到了神经元的时间相关发放率 r(t) 相当于PSTH的电峰密度。

### 时间编码
如果神经元传递的信息包含在电峰的发放时刻或者高频电峰的统计涨落中，那么这样的神经编码会被称为时间编码。 很多研究表明，神经编码的时间分辨率为毫秒尺度级别，说明电峰的准确时刻是神经编码的重要组成部份。
神经元发放频率的高频涨落可能是噪音，也可能包含信息。频率编码理论认为它们是噪音，而时间编码模型认为它们包含有信息。如果神经系统仅仅使用频率编码来传递信息，那么更平稳的发放频率在演化上会更有优势，神经元会选择它来代替现有的不那么强健的方案。 时间编码理论为这些“噪音”提供了另一种解释，认为它们实际上编码了一些影响神经活动过程的信息。人们使用二进制来说明这个模型：用1来表示神经发放，0表示没有发放。时间编码可以使用序列000111000111来表示一些和001100110011不同的信息，即使它们的平均发放频率是相同的，都是 6 电峰/10 毫秒。 直到最近，科学家们都将突触后电位特征的研究重点放在频率编码上。然而，脑功能的时间精度，要比单纯的频率编码所能承载的范围更精确。除此以外，神经元对于相似的（但是并不等同的）刺激的反应的不同之处，足够确认在电峰序列中存储的信息比频率编码的最大能力还要多。 
时间编码描述了动作电位序列中无法用激发频率来描述的部分。例如，从刺激开始到第一个电峰出现的时间差，峰间期（ISI）概率分布的二阶与高阶的矩，电峰的随机性，以及电峰的时间图样都是时间编码所研究的题材。 由于在神经系统中没有一个绝对时间标准的参考，这些信息要么表现为一组神经元之间电峰的相对时间关系，要么和神经振荡相比较。
由刺激引起的电峰序列之时间结构，既由刺激的动力学性质决定，也有神经元的编码属性决定。快速变化的刺激会导致精确时间编码的电峰，以及快速变化的发放频率，不管使用的是何种编码策略。神经元反应的时间精确度，不仅仅取决于刺激的动力学性质，也取决于刺激的性质。刺激与编码的机制互相作用，使得辨识时间编码变得困难。
在时间编码中，学习可以解释为神经活动决定的突触强度的延后变化。 突触的变化不仅取决于电峰的频率（频率编码），也取决于电峰的图样（频率编码），例如电峰时间相关突触可塑性（STDP）。

### 标题文本
Population coding